# Obock (distrikt)

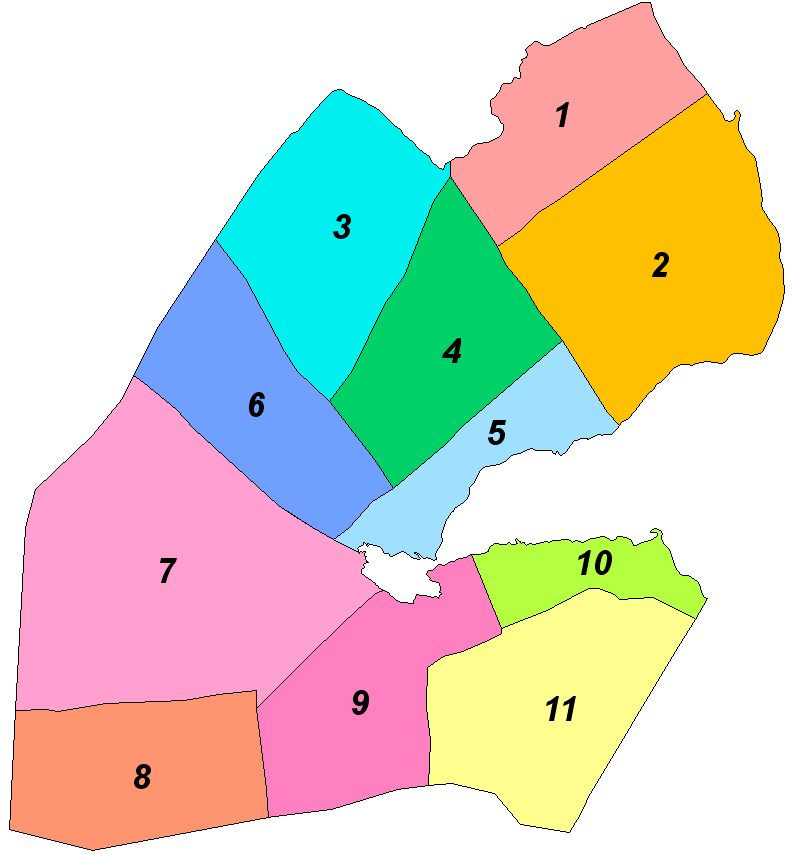
Djiboutis distrikt.
2=Obock

Obock är ett av Djiboutis elva distrikt. Distriktet ligger i regionen Obock. Det gränsar i sydväst till distrikten Randa och Tadjourah. I norr gränsar det till distriktet Alaili Dadda. I öst och sydöst finns kust mot Bab al-Mandab och Adenviken.

## Orter (urval)
- Obock